# Holland Smith
Holland McTyeire Smith (Seale, 20 aprile 1882 – San Diego, 12 gennaio 1967) è stato un generale statunitense, dell'United States Marine Corps durante la seconda guerra mondiale.
Entrò nella United States Navy nel 1905. Fu assegnato alle Filippine, col 1º Battaglione dei Marines.
Fu impegnato in Asia e poi nella Repubblica Dominicana nel 1916 e nel 1917, a capo dell'8ª Compagnia dei Marines.
Gli fu assegnata la Croix de guerre per l'eroismo dimostrato durante la prima guerra mondiale.
Dopo la fine di quest'ultima tornò negli Stati Uniti e partecipò alla Spedizione di Haiti.
La sua esperienza fu rilevante nella seconda guerra mondiale. In quegli anni inflisse un severo addestramento ai soldati nell'utilizzo dei mezzi anfibi.
Fu Smith a sviluppare tutto ciò che concerne gli assalti marittimi con mezzi anfibi.
Lasciò l'Esercito nel 1946 con il grado di generale.
Morì a 84 anni, nel 1967.